# Antonio Valero Yubero
Antonio Valero Yubero (Madrid, 31 marzo 1932 – 3 ottobre 2018) è stato un allenatore di calcio e calciatore spagnolo, di ruolo difensore.

## Carriera

### Club
Militò nel Real Club Deportivo Córdoba dal 1951 al 1953, la sua esperienza al Córdoba terminò con il fallimento del club.
Nel 1954, mentre stava svolgendo il servizio militare obbligatorio a Larache, in Marocco, fu chiamato dal Siviglia di Helenio Herrera.
Restò al Siviglia per dieci anni. Giocava come terzino sinistro, ed è annoverato tra i migliori calciatori della storia del club andaluso, essendo stato anche incluso nella hall of fame del Siviglia.
Si ritirò nel 1964, a causa di un infortunio, che lo costrinse a lasciare il calcio giocato.

### Nazionale
Il 30 gennaio 1957 collezionò la sua prima e unica presenza con la nazionale spagnola, in una partita amichevole vinta per 5-1 contro i Paesi Bassi.